# فرودگاه اشتاینباخ
فرودگاه اشتاینباخ (به انگلیسی: Steinbach Airport) یک فرودگاه همگانی است که یک باند فرود آسفالت دارد و طول باند آن ۹۱۴ متر است. این فرودگاه در کشور کانادا قرار دارد و در ارتفاع ۲۵۹ متری از سطح دریا واقع شده است.